# Samuel Ian Russell
Sam Russell (Middlesbrough, Yorkshire del Norte, Inglaterra; 4 de octubre de 1982) es un exfutbolista y entrenador inglés. Se desempeña como portero.

## Trayectoria

### Middlesbrough
Llega al primer equipo del Middlesbrough en el año 2000, donde se quedaría hasta 2002.

### Cesiones
Russell tuvo un par de cesiones, dónde no tuvo éxito alguno: Gateshead en el 2002 y el Darlington y Scunthorpe United en el 2003.

### Darlington

#### Temporada 2004-05
En el 2004, Sam llega libre al Darlington, equipo donde había estado un año antes. Su debut lo hizo el 7 de agosto de 2004 en la primera fecha de la League Two, donde ganaría su equipo por 1-0.
Luego de ese partido, el portero jugó 45 partidos, donde tuvo 5 amarillas, le convirtieron 49 goles y mantuvo la valla invicta en 15 oportunidades. Con Russell en portería, el club logró 75 puntos, con 21 victorias, 12 empates y 13 derrotas. El Darlington terminó octavo esa temporada.

#### Temporada 2005-06
Para la siguiente temporada, Russell jugaría 30 partidos (15 menos que la anterior temporada), donde tuvo 1 amarilla, le convirtieron 30 goles y mantuvo la valla invicta en 9 oportunidades. El club obtuvo con Russell en portería 35 puntos, de los cuales ganó 9, empató 8 y perdió 13. El Darlington terminó noveno esa temporada.

#### Temporada 2006-07
En la temporada 2006-07 Russell jugó 31 partidos (1 más que la anterior temporada), donde tuvo 2 amarillas, le convirtieron 38 goles y mantuvo la valla invicta en 11 oportunidades. El club obtuvo con Russell en portería 41 puntos, de los cuales ganó 11, empató 11 y perdió 9. El Darlington terminó en el décimo lugar.
También el portero inglés jugó un partido de la FA Cup, frente al Lewes de la sexta división en aquel momento, donde el Darlington ganaría por 1-4.

### Rochdale

#### Temporada 2007-08
Para esta temporada, llegaría libre al Rochdale de la cuarta división, la misma que el Darlington. Russell haría su debut en la fecha 17, el 24 de noviembre de 2007, en la victoria 1-0 sobre el Mansfield Town.
Russell luego de ese partido, jugaría 14 encuentros, donde tuvo 1 amarilla, le convirtieron 19 goles y mantuvo la valla invicta en 6 oportunidades. El club sacaría 80 puntos esa temporada, de los cuales 29 los sacaría con Russell en portería, con 9 victorias, 2 empates y 4 derrotas. El Rochdale terminaría quinto en la temporada, clasificando a la eliminatoria, pero perderían la final contra el Stockport County por 3-2, sin Russell en portería.

#### Temporada 2008-09
En esta temporada, Russell jugó un total de 27 partidos (12 más que la anterior temporada), de los cuales 23 fueron por la liga, y los 4 restantes por copas. Le convirtieron 33 goles, y mantuvo la valla invicta 3 veces.
El Rochdale sacó 70 puntos en la temporada, de los cuales 38 fueron con Russell en portería, ganando 10 partidos, empatando 8 y perdiendo 9. El club terminó 6 en la temporada, clasificando a la eliminatoria, pero volvería a perder, esta vez en la semifinal, frente al Gillingham, aunque Russell no jugó.
Jugaría 3 partidos de FA Cup, donde tuvo 1 victoria, 1 empate y 1 derrota, quedando eliminado en segunda ronda frente al Forest Green Rovers.
También jugaría en la Copa de la liga, en la victoria 4-1 en primera ronda frente al Oldham Athletic de la tercera división.

### Wrexham

#### Temporada 2009-10
En el año 2009, Russell llega libre al Wrexham galés que jugaba en la quinta división. Su debut sería en la jornada 1 de la liga, el 8 de agosto de 2009, en la victoria 3-0 frente al Eastbourne Borough.
Russell jugaría 18 partidos, sacando 24 puntos (de 58 en total que sacó el club), con 6 victorias, 6 empates y 6 derrotas. También tuvo 1 amarilla, le convirtieron 16 goles y mantuvo la valla invicta en 6 oportunidades.

### Vuelta al Darlington

#### Temporada 2010-11
Al jugar 1 temporada en el Wrexham, llega libre al Darlington por tercera vez. Su debut sería el 14 de agosto de 2010 en la jornada 1 frente al Newport County de Gales.
En total, Russell jugó 53 partidos, de los cuales 43 fueron en liga, y los 10 restantes en copas.
En liga, el Darlington sacó 71 puntos, de los cuales 64 los obtuvo con Russell en portería, logrando 16 victorias, 16 empates y 11 derrotas. Le convirtieron 40 goles y mantuvo la valla invicta en 15 oportunidades.
En FA Cup jugó 3 partidos, con 2 victorias y 1 derrota, quedando eliminados frente al York City de su división en segunda ronda. Mientras que en la FA Trophy, Russell jugó los 7 partidos hasta llegar a la final, donde vencieron por 1-0 en tiempo extra al Mansfield Town.

### Darlington y Forest Green Rovers

#### Temporada 2011-12
En esta temporada, Russell jugaría 22 partidos para el Darlington, sacando 28 puntos, producto de 7 victorias, 7 empates y 8 derrotas. Le convirtieron 24 goles y mantuvo la valla invicta en 7 oportunidades. El club terminó la primera ronda en el decimosexto lugar.
Para enero de 2012, llega libre al Forest Green Rovers. Su debut lo hizo en la fecha 29, el 21 de enero frente al Newport County en un empate 0-0.
Jugó un total de 18 partidos, sacando 32 puntos, producto de 10 victorias, 2 empates y 6 derrotas. Le convirtieron 17 goles y mantuvo la valla invicta en 6 oportunidades. El club terminó esa temporada noveno.
En la FA Trophy, aún con el Darlington, el vigente campeón, quedaría eliminado en primera ronda, tras perder 3-0 frente al Grimsby Town, con Russell como titular.
En la FA Cup, Russell jugaría 2 partidos hasta la eliminación en la cuarta ronda preliminar frente al Hinckley United de la sexta división por 3-0 (con el Darlington).

#### Temporada 2012-13
En esta temporada, Russell jugó 50 partidos, de los cuales 46 fueron en liga, y los 4 restantes en copas.
En liga, Russell jugó todos los partidos, sacando 65 puntos, producto de 18 victorias, 11 empates y 17 derrotas. Tuvo 2 amarillas, le convirtieron 49 goles y mantuvo la valla invicta en 11 oportunidades. El club terminó en décima posición.
En la FA Trophy, el Forest Green Rovers perdió en segunda ronda frente al Gainsborough Trinity de la sexta división por 1-2. Ese fue el único partido de Russell en esta competición en esta temporada.
En la FA Cup, Russell jugaría 3 partidos hasta la eliminación en primera ronda frente al Port Vale de la cuarta división por 2-3.

#### Temporada 2013-14
En esta temporada, Russell jugó 51 partidos, de los cuales 46 fueron en liga, y los 5 restantes en copas.
En liga, Russell jugó todos los partidos, sacando 67 puntos, producto de 19 victorias, 10 empates y 17 derrotas. Tuvo 2 amarillas, le convirtieron 65 goles y mantuvo la valla invicta en 10 oportunidades. El club terminó en la posición número 11.
En la FA Trophy, Russell jugó 4 partidos, hasta la eliminación en la segunda ronda frente al Chorley de la séptima división por penales 1-3, luego de empatar en el primer partido, y en el replay.
En la FA Cup, Russell jugó 1 partido, en la eliminación frente al Bishop's Stortford de la sexta división por 0-1.

#### Temporada 2014-15
En esta temporada, Russell jugó 39 partidos, de los cuales 34 fueron en liga, y los 5 restantes en copas.
En liga, el Forest Green Rovers sacó 79 puntos, de los cuales 61 fueron con Russell en portería, producto de 16 victorias, 13 empates y 5 derrotas. Tuvo 1 amarilla, le convirtieron 40 goles y mantuvo la valla invicta en 7 oportunidades. El club terminó quinto, clasificando a la eliminatoria, pero perdió frente al Bristol Rovers en la semifinal, aunque Russell no fue titular.
En la FA Trophy, Russell jugó 3 partidos, hasta la eliminación en la segunda ronda frente al Ebbsfleet United de la sexta división por 1-0.
En la FA Cup, Russell jugó 2 partidos, hasta la eliminación en primera ronda frente al Scunthorpe United de la tercera división por 0-2.

### Gateshead

#### Temporada 2015-16
Russell llega libre al Gateshead y su debut es el 8 de agosto de 2015 frente al Aldershot Town en la victoria por 1-2.
El portero juega en total 49 partidos, de los cuales 44 fueron en liga, y los 5 restantes en copa.
En liga, el Gateshead sacó 67 puntos, de los cuales 64 fueron con Russell en portería, producto de 18 victorias, 10 empates y 15 derrotas. Tuvo 1 amarilla, le convirtieron 63 goles y mantuvo la valla invicta en 12 oportunidades. El club terminó noveno.
En la FA Trophy, Russell jugó 5 partidos, hasta la eliminación en cuarta ronda frente al Halifax Town por penales 4-5, luego de empatar en el primer partido 0-0 y 3-3 en el replay.

### Vuelta al Forest Green Rovers

#### Temporada 2016-17
Russell llega libre al Forest Green Rovers por segunda vez. Su debut lo hace el 6 de agosto de 2016 en la derrota por 1-0 frente al Boreham Wood.
En total, Russell jugó 54 partidos, de los cuales 49 fueron en liga, y los 5 restantes en copas.
En liga, Russell jugó todos los partidos, sacando 86 puntos, producto de 25 victorias, 11 empates y 13 derrotas. Tuvo 1 amarilla, le convirtieron 56 goles y mantuvo la valla invicta en 16 partidos. El club terminó tercero, clasificando a los play-off. Le ganó en semifinales al Dagenham & Redbridge y el 14 de mayo de 2017 se enfrentó al Tranmere Rovers y le ganaron 3-1, ascendiendo a la cuarta división por primera vez.
En la FA Trophy, Russell jugó 4 partidos, hasta la eliminación en tercera ronda frente al Macclesfield Town por 1-0.
En la FA Cup, Russell jugó 1 partido, siendo en la eliminación en la cuarta ronda preliminar frente al Sutton United por 2-1.

### Grimsby Town
El 9 de julio de 2018 se unió al Grimsby Town como jugador y entrenador de porteros.

## Clubes
| Club                         | País       | Año       | PJ  | Goles |
| ---------------------------- | ---------- | --------- | --- | ----- |
| Middlesbrough                | Inglaterra | 2000-2004 | 0   | 0     |
| Gateshead (préstamo)         | Inglaterra | 2002      | 19  | 0     |
| Darlington (préstamo)        | Inglaterra | 2003      | 1   | 0     |
| Scunthorpe United (préstamo) | Inglaterra | 2003      | 12  | 0     |
| Darlington                   | Inglaterra | 2004-2007 | 117 | -117  |
| Rochdale                     | Inglaterra | 2007-2009 | 46  | -57   |
| Wrexham                      | Gales      | 2009-2010 | 18  | -16   |
| Darlington                   | Inglaterra | 2010-2012 | 78  | -82   |
| Forest Green Rovers          | Inglaterra | 2012-2015 | 158 | -186  |
| Gateshead                    | Inglaterra | 2015-2016 | 49  | -68   |
| Forest Green Rovers          | Inglaterra | 2016-2018 | 54  | -61   |
| Grimsby Town                 | Inglaterra | 2018-2021 | 0   | 0     |

## Palmarés
| Logro     | Club       | Temporada |
| --------- | ---------- | --------- |
| FA Trophy | Darlington | 2010-11   |